# STS-56
STS-56 (Space Transportation System-56) var rumfærgen Discovery 16. rumfærge-mission. Den blev opsendt d. 8. april 1993 og vendte tilbage den 17. april 1993.
Missionen primære nyttelast var Atmospheric Laboratory for Applications and Science-2 (ATLAS-2)
Hovedartikler:

## Besætning
- Kenneth Cameron (kaptajn)
- Stephen Oswald (pilot)
- Michael Foale (1. missionsspecialist)
- Kenneth Cockrell (2. missionsspecialist)
- Ellen Ochoa (3. missionsspecialist)

## Missionen
Missionen medbragte følgende nyttelast:
- Atmospheric Laboratory for Applications and Science-2 (ATLAS-2)
- SPARTAN-201
- Shuttle Amateur Radio Experiment II (SAREX II)
- Spacelab
  - 2x Get Away Special
    - Solar Ultraviolet Experiment (SUVE)

  - Atmospheric instruments were Atmospheric Trace Molecule Spectroscopy (ATMOS)
  - Millimeter Wave Atmospheric Sounder (MAS)
  - Shuttle Solar Backscatter Ultraviolet/A (SSBUV/A) spectrometer
  - Solar science instruments were Solar Spectrum Measurement (SOLSPEC)
  - Solar Ultraviolet Irradiance Monitor (SUSIM)
  - Active Cavity Radiometer (ACR)
  - Solar Constant (SOLCON)
- Commercial Materials Dispersion Apparatus Instrumentation Technology Associates Experiment (CMIX)
- Physiological and Anatomical Rodent Experiment (PARE)
- Space Tissue Loss (STL-1)
- Cosmic Ray Effects and Activation Monitor (CREAM)
- Hand-held, Earth-oriented, Real-time, Cooperative, User-friendly, Location-targeting and Environmental System (HERCULES)
- Radiation Monitoring Equipment III (RE III)
- Air Force Maui Optical Site (AMOS) calibration test.

- ATLAS-2
- SPARTAN-201
- Discovery lander på Kennedy Space Center